# Досифей Соловецкий
Досифей Соловецкий (умер после 1514) — монах Русской православной церкви, игумен Соловецкого монастыря, агиограф, заказчик и вкладчик рукописей.
Поселился в Соловецком монастыре при жизни одного из его основателей Святого Зосимы Соловецкого. После его смерти, 17 апреля 1478 года, Досифей жил в одной келье с преподобным Германом Соловецким († 1479 или 1484), который вместе с преподобным Савватием первым поселился на Соловках.
Некоторое время был игуменом Соловецкого монастыря.
Написал «Записки о житии преподобных отцов» и «Похвальное слово преподобному Зосиме». По собственным словам писал «не ухищренно».